# 偉大なる王の妻

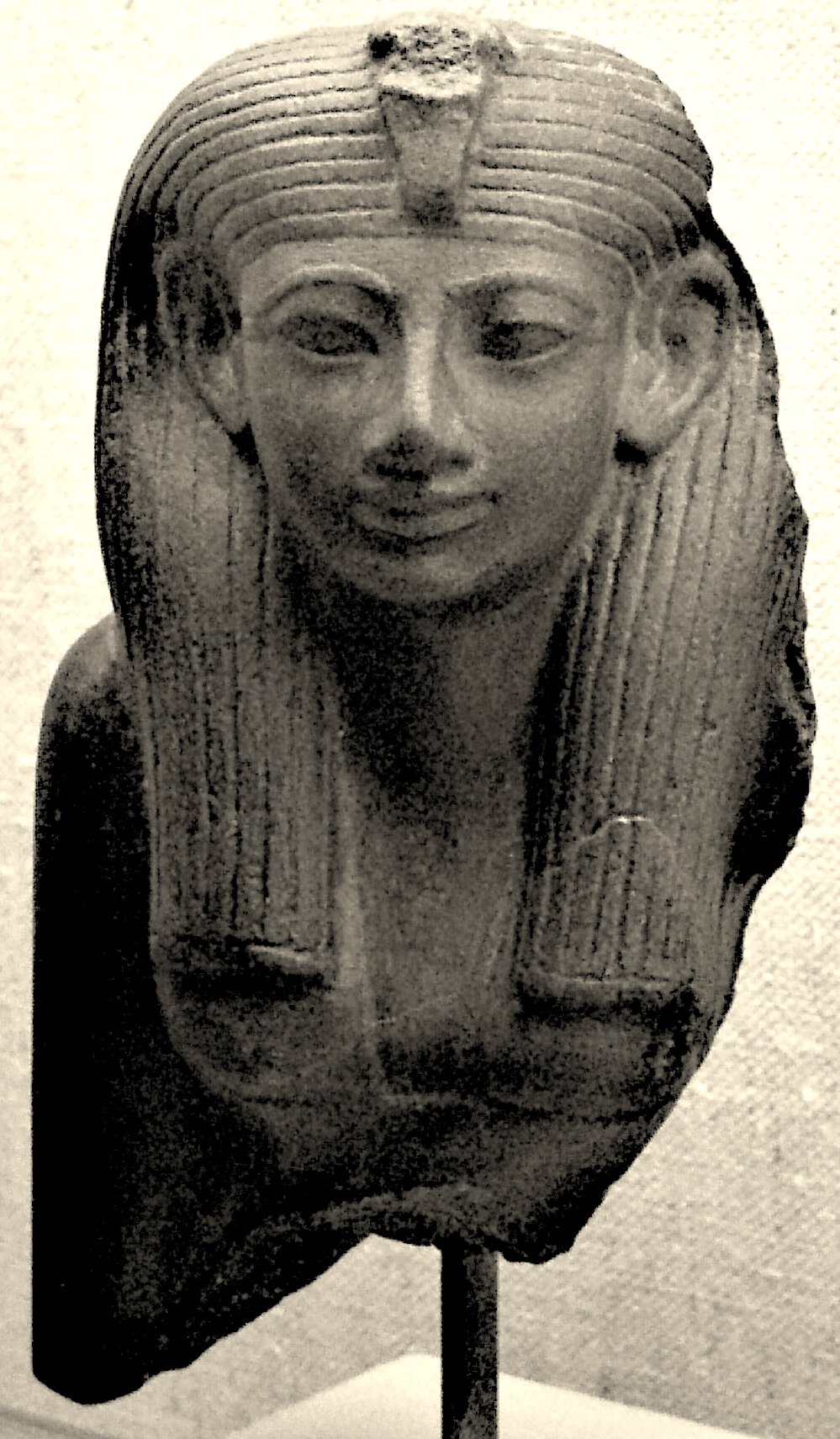
ハトシェプストはトトメス2世の偉大なる王の妻だったが、その後トトメス3世の時代に摂政に就任し、その後彼女自身がファラオになった（ボストン美術館）。

偉大なる王の妻（いだいなるおうのつま、英語: Great Royal Wife、エジプト語: ḥmt nswt wrt）は、古代エジプトのファラオの正妃を指す用語であり、多くの公的な権能を有した。

## 説明
ほとんどの古代エジプト人は一夫一婦制だったが、男性のファラオは偉大なる王の妻の他に側室を持つことがあった。この取り決めによって、ファラオは他の古代の王たちが行ったように、同盟国の支配層の娘と政略的な婚姻関係を結ぶことができる。